# Baia Surprise
La baia Surprise (Surprise Inlet in inglese) è una baia situata nell'Alaska (Stati Uniti) nel Census Area di Valdez-Cordova.

## Dati fisici
La baia si trova nella parte settentrionale dello Stretto di Prince William (Prince William Sound) all'interno della Foresta Nazionale di Chugach (Chugach National Forest). Ha un orientamento est - ovest, è lunga circa 3 km e larga fino a 2 chilometri.  È un prolungamento del fiordo Harriman. Al suo interno si trovano alcuni ghiacciai; alcuni marini, altri pensili..

### I ghiacciai della baia
I principali ghiacciai della baia sono:
| Nome del ghiacciaio | Quota alle coordinate indicate (m s.l.m.) | Coordinate             | Ubicazione del ghiacciaio                             |
| ------------------- | ----------------------------------------- | ---------------------- | ----------------------------------------------------- |
| Surprise Glacier    | 713                                       | 61°01′05″N 148°29′46″W | in testa alla baia (condivide la fronte con Stairway) |
| Stairway Glacier    | 924                                       | 61°04′37″N 148°29′15″W | in testa alla baia (condivide la fronte con Surprise) |
| Baker Glacier       | 1.141                                     | 61°04′53″N 148°21′52″W | sul lato settentrionale                               |
| Detached Glacier    | 1.142                                     | 61°04′22″N 148°23′46″W | 3 km verso nord                                       |
| Cataract Glacier    | 976                                       | 61°01′39″N 148°25′23″W | sul lato meridionale                                  |

### I monti vicini alla baia
La baia è circondata dai seguenti monti (tutti appartenenti al gruppo montuoso del Chugach):
| Nome del monte | Altezza (m s.l.m.) | Coordinate             | Ubicazione del monte   |
| -------------- | ------------------ | ---------------------- | ---------------------- |
| Mount Muir     | 2.091              | 61°06′29″N 148°22′42″W | a circa 8 km a nord    |
| Mount Doran    | 1.057              | 61°01′11″N 148°14′22″W | a circa 5 km a sud-est |

## Storia
La baia prende il nome dal suo ghiacciaio più importante: il ghiacciaio Surprise; è stato chiamato così perché fu il primo ghiacciaio ad essere visto dai membri della spedizione scientifica "Harriman Alaska Expedition" (1899) quando entrarono del fiordo di Harriman. Il nome realmente fu riportato solamente nel 1960 dal U.S. Geological Survey (USGS).

## Accessi e turismo
La baia è raggiungibile solamente via mare da Whittier (circa 60 km circa via mare e 26 km via aerea) a da Valdez (oltre 150 km circa via mare). Durante la stagione turistica sono programmate diverse escursioni via mare da Whittier per visitare soprattutto il ghiacciaio Surprise e quelli vicini.

## Alcune immagini del fiordo

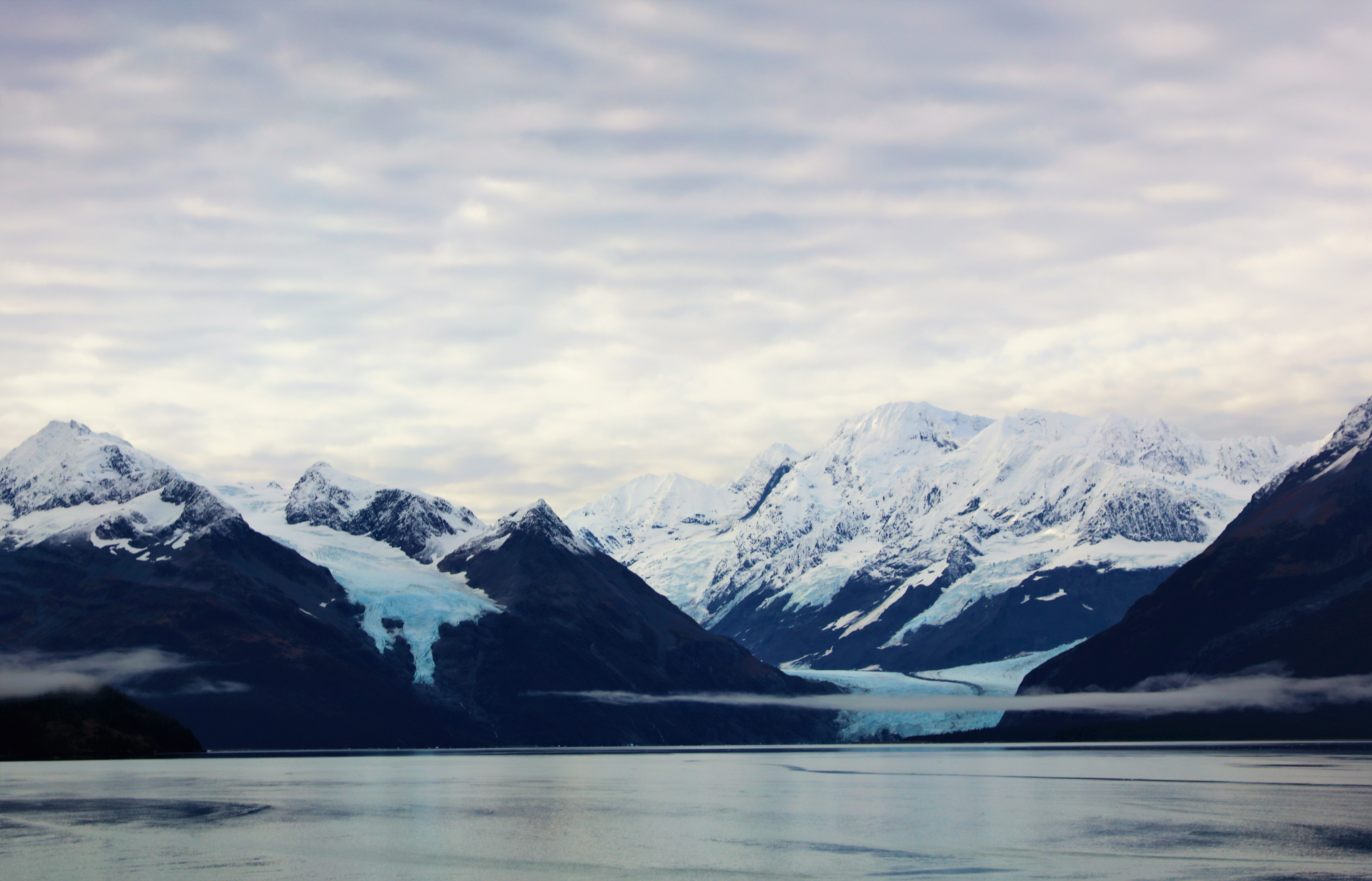
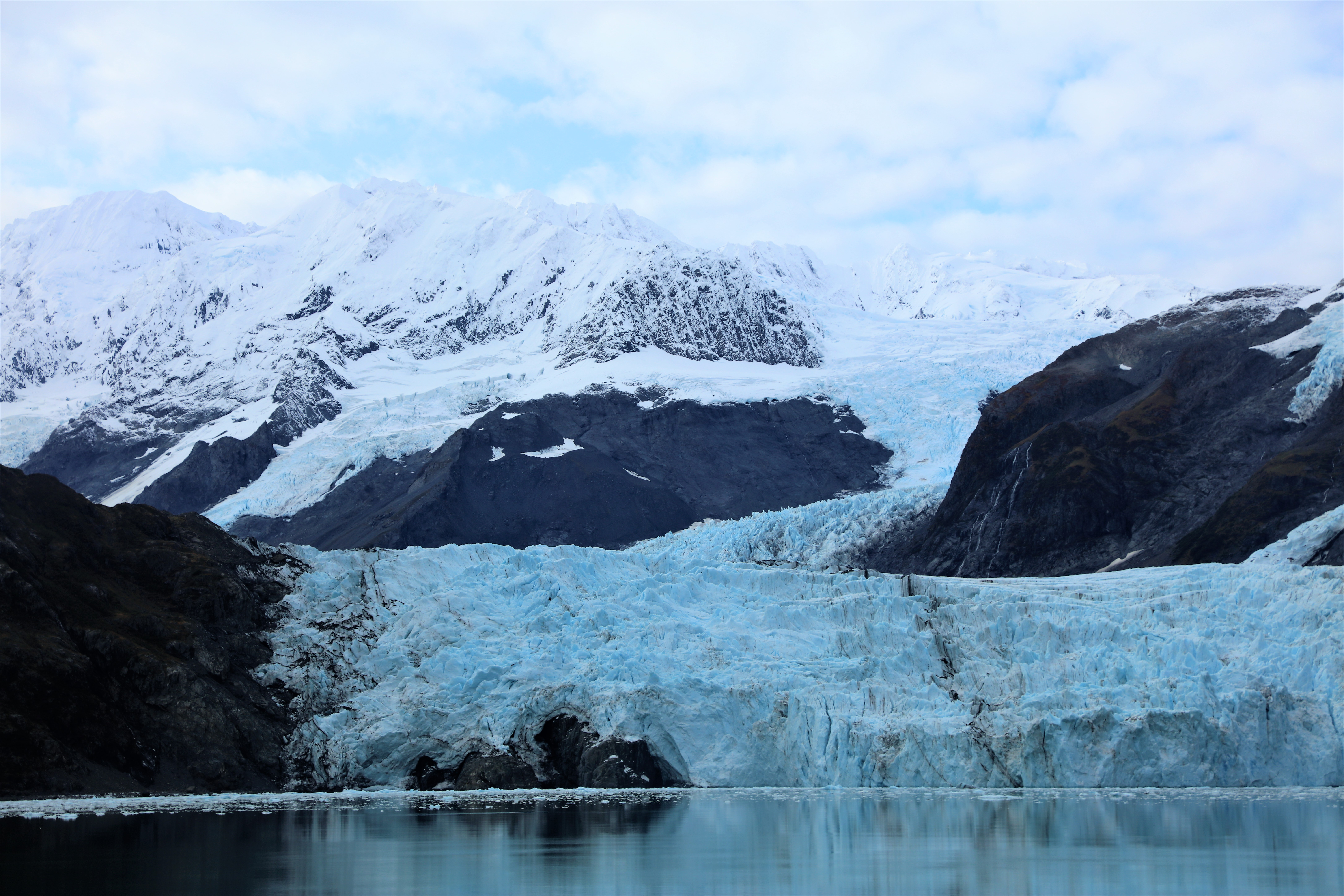
Il ghiacciaio Surprise (a sinistra)
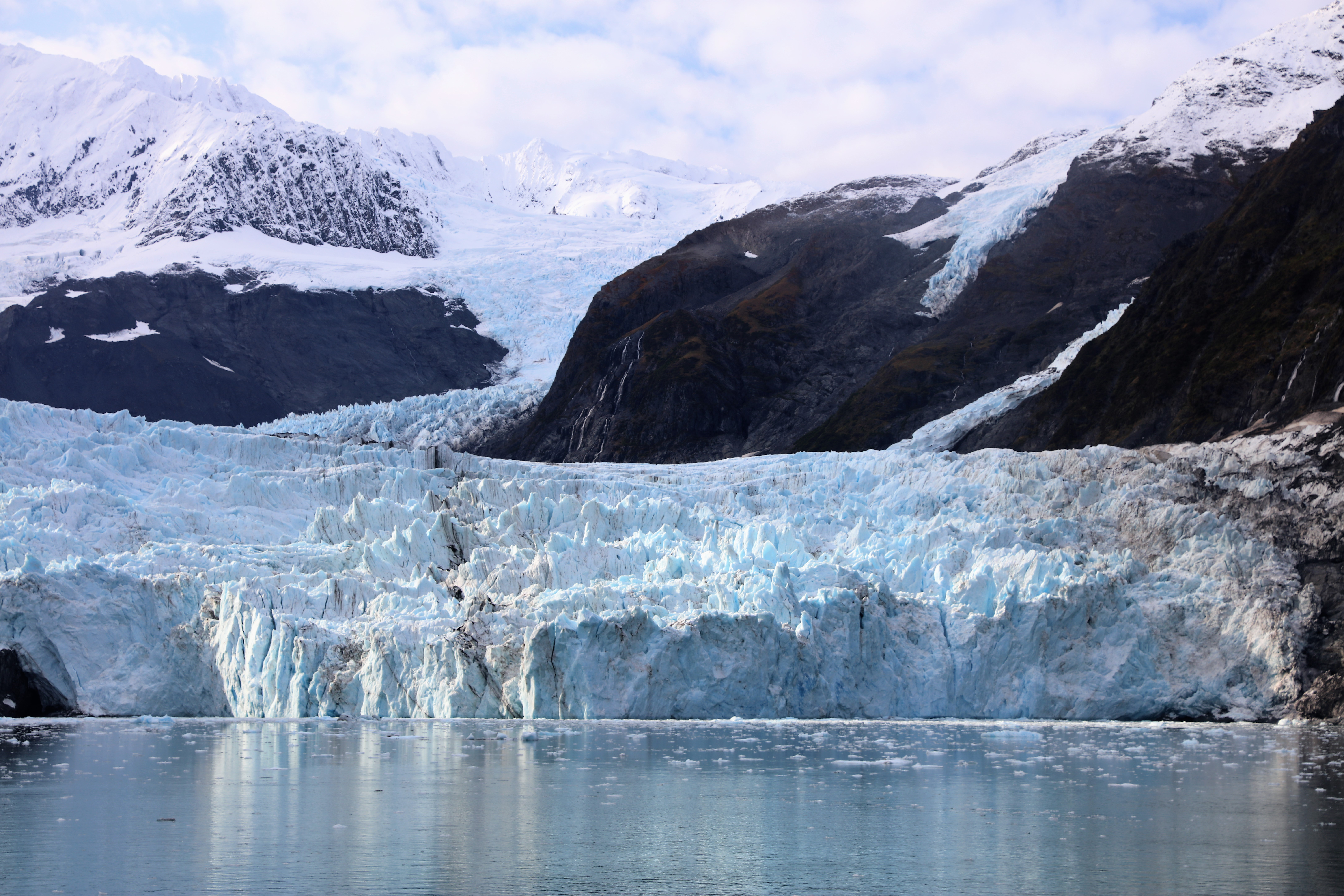
Il ghiacciaio Stairway (a destra)
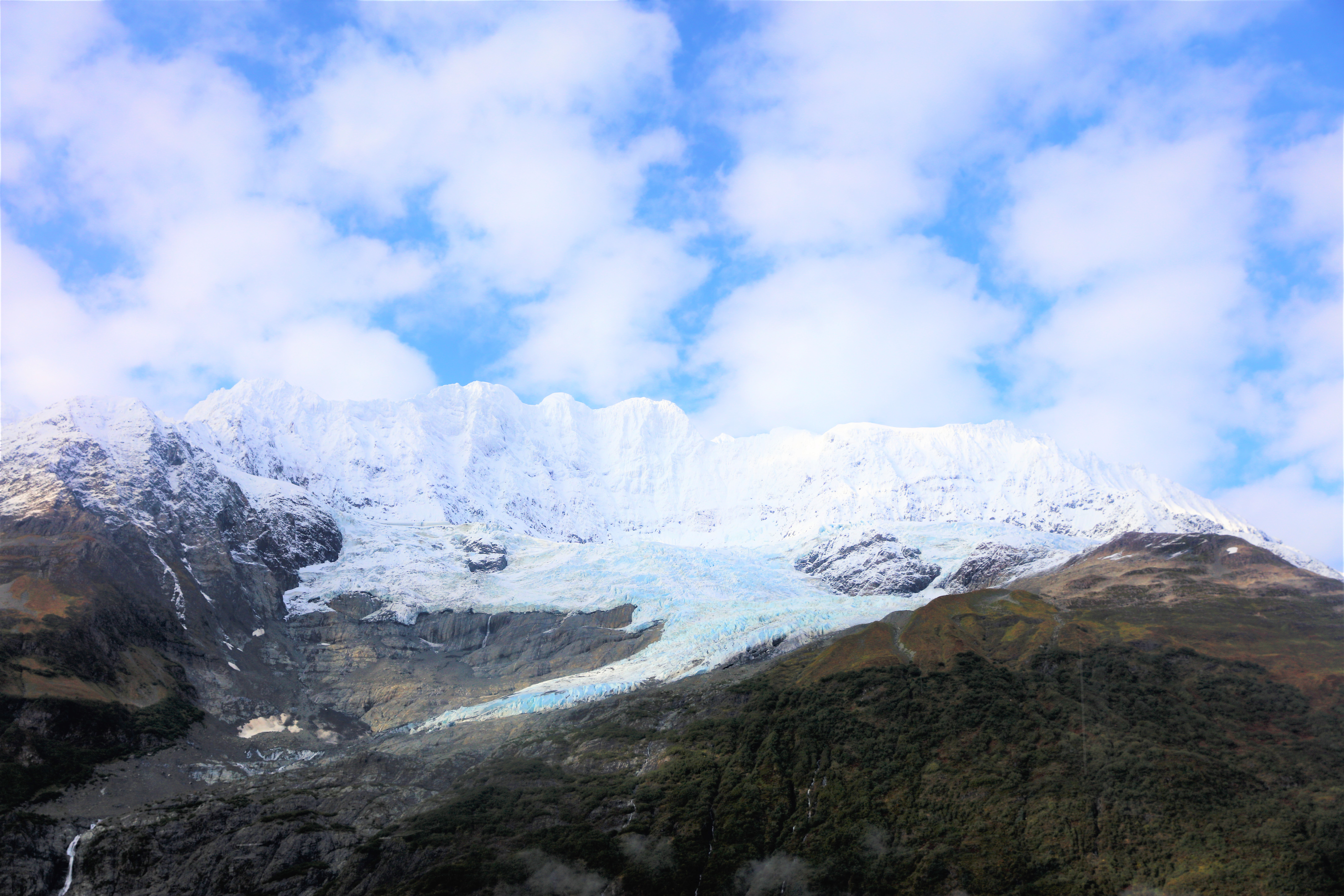
Il monte Muir e il ghiacciaio Baker
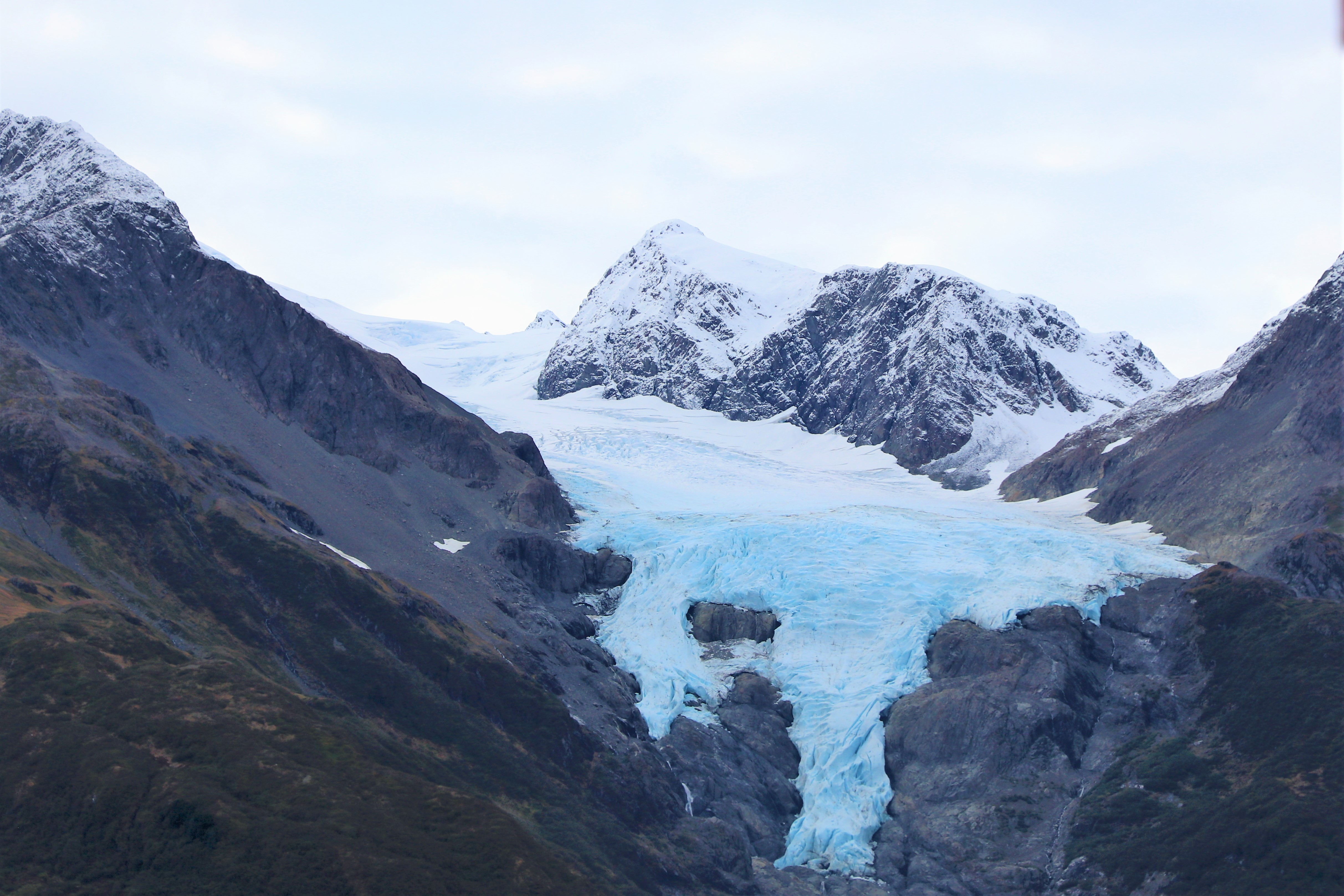
Il ghiacciaio Cataract